# سعاد عبد الله (مغنية)
سعاد عبد الله (7 آذار/مارس 1945 - 23 آذار/مارس 2014 )، مغنية وممثلة عراقية.

## حياتها
ولدت في بغداد القديمة ونشأت في أحيائها الفناهرة، حي الجمهورية، الباب الشرقي، هي الابنة الكبرى للأب «عبد الله فدعم القصاب»، عشقت الغناء منذ طفولتها رغم محاولات عائلتها منعها إلا أنها وجدت نفسها تغني أغنيات أخرى
اشتهرت بمنتصف السبعينات من  القرن العشرين  ومن أشهر ما قدمت أغنية «انا المسيكينة»
أكملت دراستها في أكاديمية الفنون الجميلة بداية الثمانينات
شاركت في عدة مسلسلات وأفلام سينمائية في العراق مصر ودولة الكويت ، عملت في مسرح الإحتفالات لمدة سنة في تسعينات القرن الماضي 

### حياتها الأسرية
تزوجت ثلاث مرات، الأولى من المطرب حسين نعمة، وبعدها من ياسين الراوي (ليس الملحن المعروف) ولها منه ابن اسمه ماجد، زواجها الأخير كان من إبراهيم داود ولها منه ابن اسمه خليل، الذي تعرض للإختطاف والقتل على يد الميليشيات المسلحة.

### إعتزالها
بعد الإحتلال الأمريكي للعراق عام 2003 ابتعدت عن الأضواء وامتنعت عن الغناء بسبب الاوضاع الأمنية التي شهدها العراق بعد خطف ابنها وقتله، قررت إعتزال الغناء نهائيا لتبقى مع أسرتها الصغيرة حيث كانت تقيم في حي العمارات مع إبنها الأكبر ماجد

## أعمالها

### في السينما
| سنة الإنتاج | الفيلم          | الشخصية |
| ----------- | --------------- | ------- |
| 1999        | طمع الأشرار     |         |
| 1998        | الشوارع الخلفية |         |
| 1987        | عمارة 13        |         |
| 1981        | عيون لا تنام    |         |
| 1980        | القناص          |         |
| 1978        | امرأة في دمي    |         |
| 1976        | الرأس           |         |

### في التلفزيون
| سنة الإنتاج | اسم المسلسل           | الشخصية         |
| ----------- | --------------------- | --------------- |
| 1979        | أبو البلاوي           | (غناء + تمثيل)  |
| 1980        | سبع صنايع             | (غناء فقط)      |
| 1981        | درس خصوصي             | (غناء فقط)      |
| 1987        | حكايات الأيام العصيبة | (تمثيل فقط)     |
| 2001        | مناوي باشا            | (زكية الداكوكة) |

### الأغاني
من ابرز أغانيها انا المسيكينة أهواك واتمنى أعيش وياك ولاعبنا من يلعب (أغنية رياضية) وغيرها من الأغاني التراثية والخفيفة

## وفاتها
توفيت عن عمر يناهز التاسعة والستين عاماً أثر تعرضها لسكتة قلبية منتصف ليل السبت 25 آذار/مارس 2014 ونقلت إلى مستشفى الكرامة ببغداد وتم دفنها صباح الأحد في مقبرة الغزالي الشيخ معروف الكرخي في الكرخ في بغداد، وأقيم لها العزاء في حسينية الفناهرة / حي الجمهورية، الباب الشرقي، في بيت العائلة 